# Новорайська селищна територіальна громада
Новорайська селищна територіальна громада — територіальна громада в Україні, в Бериславському районі Херсонської області. Адміністративний центр — селище Новорайськ.
Утворена 22 грудня 2017 року шляхом об'єднання Новорайської та Червономаяцької сільських рад Бериславського району.

## Населені пункти
До складу громади входять 5 сіл (Костирка, Кошара, Крупиця, Сагайдачне, Степне) і 4 селища: Заможне, Монастирське, Новорайськ та Червоний Маяк.